# Fengfeng
Fengfeng oficialmente Distrito Minero de Fengfeng (en chino simplificado, 峰峰矿区; pinyin, Fēngfēng Kuàng qū) es un distrito urbano bajo la administración directa de la ciudad-prefectura de Handan. Se ubica en la provincia de Hebei, este de la República Popular China. Su área es de 320 km² y su población total para 2010 superó los 500 mil habitantes. 

## Administración
El distrito de Fengfeng se divide en 11 pueblos que se administran en 1 subdistrito, 9 poblados y 1 villa.

## Toponimia
El topónimo Fengfeng significa 'cumbre cumbre', debe su nombre a la aldea Fengfeng, que se encuentra al pie de la montaña Gushan (鼓山). 
Como existe una leyenda que dice que hay dos tambores de piedra en la montaña Gushan, los antiguos bautizaron la aldea colocando el carácter "cumbre" (Feng) dos veces, destacando así su extraordinaria ubicación geográfica."

## Historia
En 1950, se estableció el distrito Fengfeng.
En 1952, estaba bajo la administración directa de la provincia de Hebei.
En 1954, el distrito se niveló a ciudad.
En 1956, se anexó a la ciudad de Handan y volvió a la administración de distrito.

## Economía
El pilar de la economía está dominada por la minería (de ahí el equivalente en su nombre propio) y la industria de la cerámica. La industria energética se han desarrollado rápidamente.
Los recursos minerales probados en el distrito en 2006, incluyen carbón mineral, arcilla, bauxita, piedra caliza, mármol, yeso, etc. En reservas brutas hay unos 3500 millones de toneladas de carbón, 400 millones de toneladas de bauxita, piedra caliza de alta calidad 5.5 mil millones de toneladas, entre otros.